# Vetenskapsåret 1763

## Händelser
- Nicolas Louis de Lacailles verk Coelum australe stelliferum publiceras, innehållandes alla data han samlat in från den södra hemisfären om stjärnor och nebulosor.
- Licentiatavhandlingen Nectaria Florum av botanikern Birger Martin Hall publiceras på latin i Volym VI av Amoenitates Academicae.

### Medicin
- Okänt datum - Edward Stone publicerar sin upptäckt om de medicinska egenskaperna hos salicylsyra.[1]

## Pristagare
- Copleymedaljen: Inget pris utdelades.

## Födda
- 16 maj - Louis Nicolas Vauquelin (död 1829), fransk kemist.
- 25 december - Claude Chappe (död 1805), fransk ingenjör.
- John Brinkley (död 1835), engelsk astronom.
- Jens Esmark (död 1839), norsk mineralog.
- William Maclure (död 1840), amerikansk geolog.

## Avlidna
- 5 mars - William Smellie (född 1697), skotsk läkare.
- 11 juli - Peter Forsskål (född 1732), svensk-finsk naturforskare.

### Fotnoter
1. ↑  ”An Account of the Success of the Bark of the Willow in the Cure of Agues. In a Letter to the Right Honourable George Earl of Macclesfield, President of R.S. from the Rev. Mr. Edmund [sic.] Stone, of Chipping-Norton in Oxfordshire”. Philosophical Transactions (Royal Society of London) "53". 26 februari 1763.